# دارچینیان
دارچینیان (نام علمی: Cinnamomum) نام یک سرده از تیره برگ‌بویان است.